# Duhanot

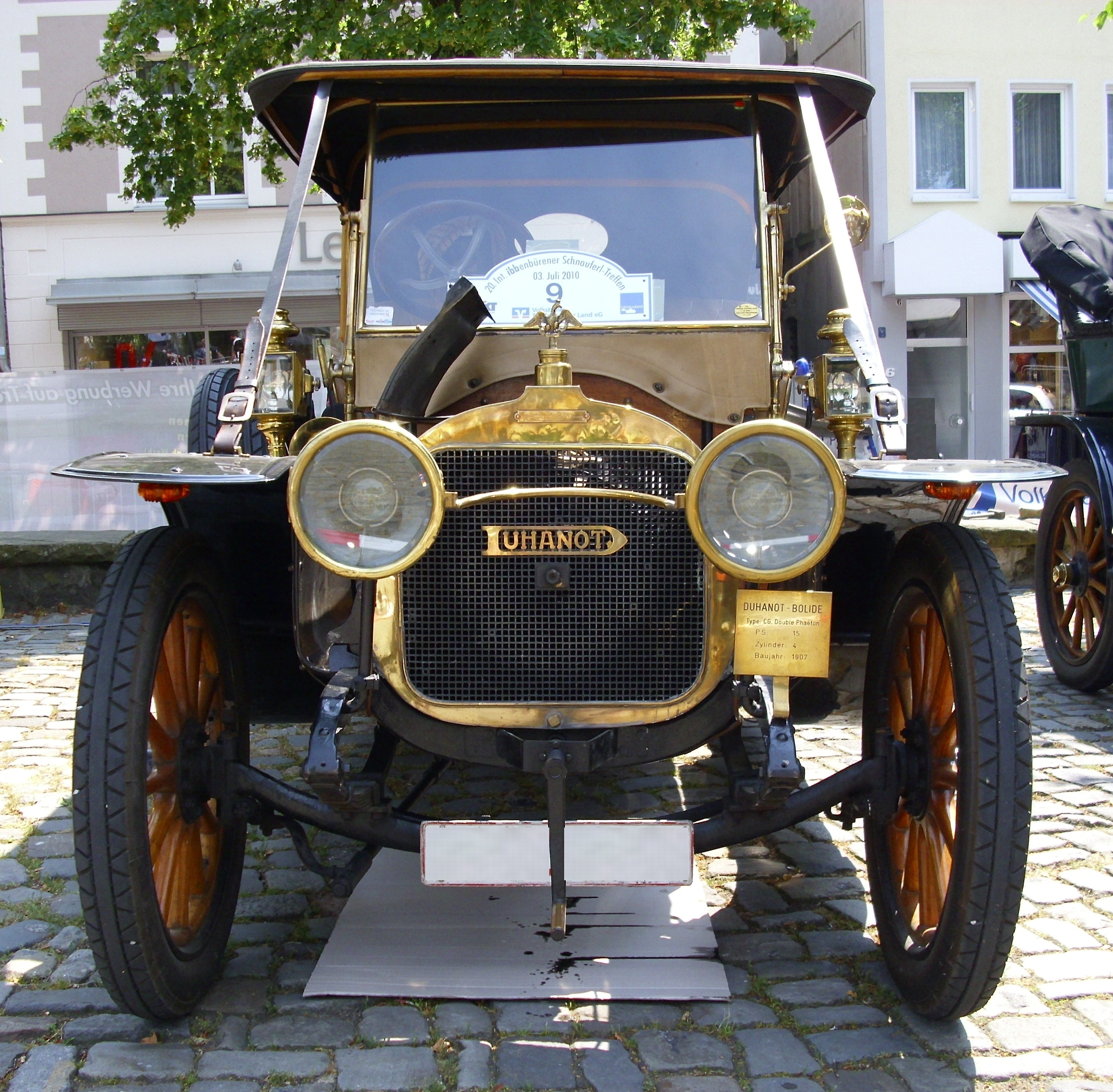
Duhanot von 1907

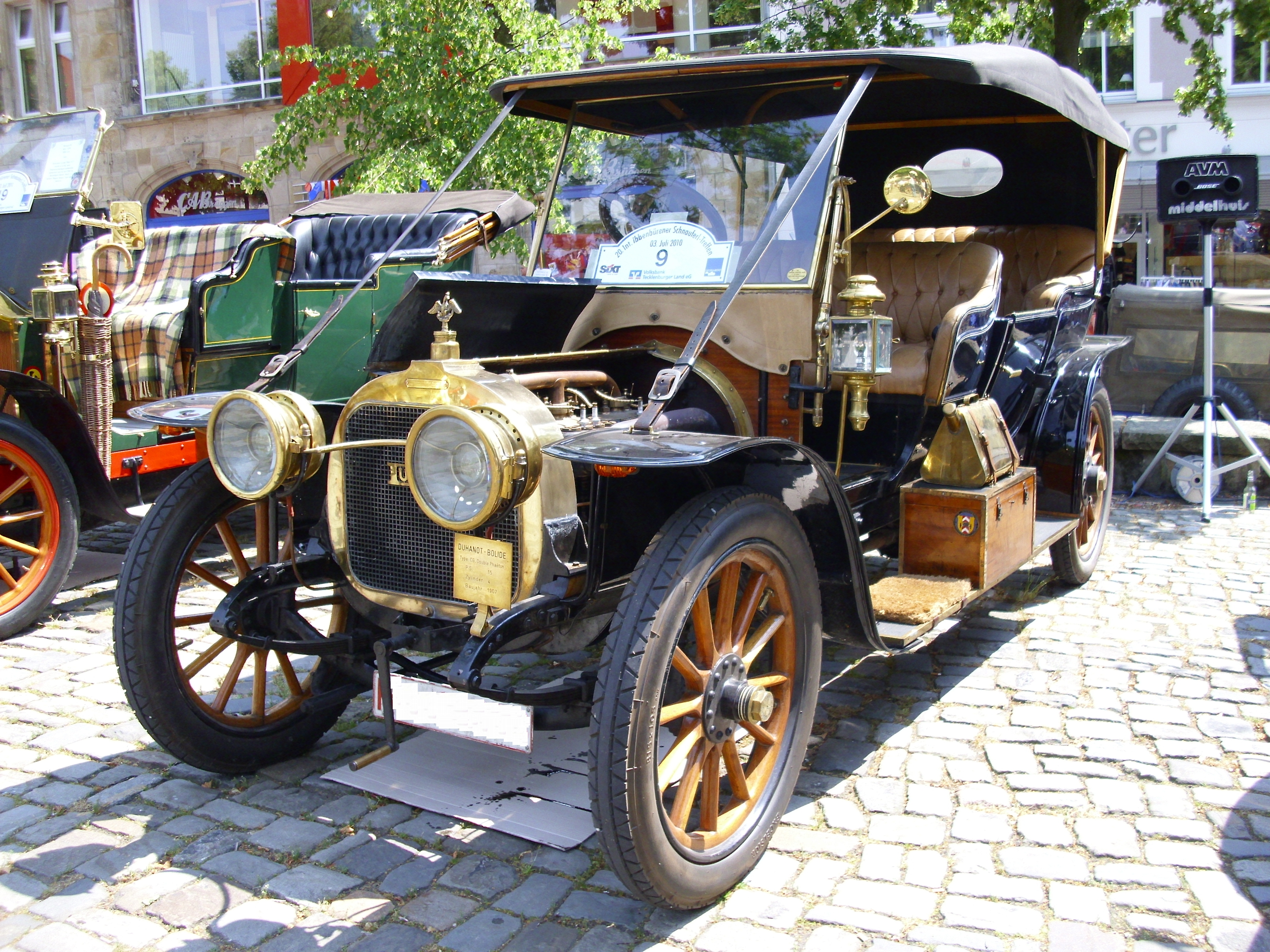
Duhanot von 1907

Die Société des Automobiles Duhanot war ein französischer Hersteller von Automobilen.

## Unternehmensgeschichte
Das Unternehmen aus Paris begann 1907 mit der Produktion von Automobilen. Der Markenname lautete Duhanot. 1908 endete die Produktion. Insgesamt entstanden etwa 80 Fahrzeuge. Ein Fahrzeug existiert heute noch.

## Fahrzeuge
Das Unternehmen verwendete für seine Fahrzeuge viele zugekaufte Teile. Im ersten Jahr bestand das Angebot aus sechs verschiedenen Modellen vom 10 CV bis zum 35 CV. Es ist allerdings unklar, ob alle Modelle auch tatsächlich hergestellt wurden. 1908 gab es das Zweizylindermodell 8/10 CV, das oftmals als Taxi eingesetzt wurde, sowie die Vierzylindermodelle 12/14 CV und 17 CV.